# Natalie Spooner
Natalie Spooner (Scarborough, 17 de outubro de 1990) é uma jogadora de hóquei no gelo canadense. Ela representou o Canadá em suas equipes nacionais e sub-22.
Em 2014, Spooner se tornou a primeira mulher na história do hóquei a conquistar a medalha de ouro nos Jogos Olímpicos de Inverno e na Copa Clarkson no mesmo ano.